# Ålhultegöl
Ålhultegöl är en sjö i Västerviks kommun i Småland och ingår i Storån-Botorpsströmmens kustområde. Sjöns area är 0,036 kvadratkilometer och den befinner sig 127 meter över havet.